# Генчай, Али
Али Генчай (тур. Ali Gençay; 2 февраля 1905, Стамбул, Османская империя — 28 марта 1957) — турецкий футболист, игравший на позиции защитника.

## Клубная карьера
Али Генчай — воспитанник клуба «Галатасарай», за который он и выступал в 1920-е годы. В сезоне 1924/25 Али Генчай в составе команды стал победителем Стамбульской футбольной лиги.

## Карьера в сборной
25 мая 1924 года Али Генчай дебютировал за сборную Турции в матче против сборной Чехословакии, проходившем в рамках футбольного турнира Олимпийских игр 1924 года и проигранном турками со счётом 2:5. Всего за национальную команду Али Генчай провёл 9 матчей, последним стала домашняя игра против сборной СССР, состоявшаяся 15 мая 1925 года.

## Статистика выступлений

### В сборной
| Матчи и голы Али Генчая за сборную Турции | Матчи и голы Али Генчая за сборную Турции | Матчи и голы Али Генчая за сборную Турции | Матчи и голы Али Генчая за сборную Турции | Матчи и голы Али Генчая за сборную Турции | Матчи и голы Али Генчая за сборную Турции | Матчи и голы Али Генчая за сборную Турции |
| №                                         | Дата                                      | Место проведения                          | Соперник                                  | Счёт                                      | Голы                                      | Соревнование                              |
| ----------------------------------------- | ----------------------------------------- | ----------------------------------------- | ----------------------------------------- | ----------------------------------------- | ----------------------------------------- | ----------------------------------------- |
| 1                                         | 25 мая 1924                               | Бержер, Париж                             | Чехословакия                              | 2:5                                       | —                                         | Олимпийские игры                          |
| 2                                         | 17 июня 1924                              | Тёёлён Паллокенття, Хельсинки             | Финляндия                                 | 4:2                                       | —                                         | Товарищеский матч                         |
| 3                                         | 19 июня 1924                              | Калеви, Таллин                            | Эстония                                   | 4:1                                       | —                                         | Товарищеский матч                         |
| 4                                         | 22 июня 1924                              | ЛСБ, Рига                                 | Латвия                                    | 3:1                                       | —                                         | Товарищеский матч                         |
| 5                                         | 29 июня 1924                              | Муниципальный стадион, Лодзь              | Польша                                    | 0:2                                       | —                                         | Товарищеский матч                         |
| 6                                         | 16 ноября 1924                            | Стадион имени В. Воровского, Москва       | СССР                                      | 0:3                                       | —                                         | Товарищеский матч                         |
| 7                                         | 10 апреля 1925                            | Таксим, Стамбул                           | Болгария                                  | 2:1                                       | —                                         | Товарищеский матч                         |
| 8                                         | 1 мая 1925                                | Ромкомит, Бухарест                        | Румыния                                   | 2:1                                       | —                                         | Товарищеский матч                         |
| 9                                         | 15 мая 1925                               | Истикляль, Анкара                         | СССР                                      | 1:2                                       | —                                         | Товарищеский матч                         |

Итого: 9 матчей / 0 голов; eu-football.info.